# Гросс-Пойнт-Фармс (Мічиган)
Гросс-Пойнт-Фармс (англ. Grosse Pointe Farms) — місто (англ. city) в США, в окрузі Вейн штату Мічиган. Населення — 10 148 осіб (2020).

## Географія
Гросс-Пойнт-Фармс розташований за координатами 42°23′51″ пн. ш. 82°53′21″ зх. д. / 42.39750° пн. ш. 82.88917° зх. д. (42.397545, -82.889177).  За даними Бюро перепису населення США в 2010 році місто мало площу 31,92 км², з яких 7,12 км² — суходіл та 24,80 км² — водойми.

### Клімат
| Клімат : Гросс-Пойнт-Фармс | Клімат : Гросс-Пойнт-Фармс | Клімат : Гросс-Пойнт-Фармс | Клімат : Гросс-Пойнт-Фармс | Клімат : Гросс-Пойнт-Фармс | Клімат : Гросс-Пойнт-Фармс | Клімат : Гросс-Пойнт-Фармс | Клімат : Гросс-Пойнт-Фармс | Клімат : Гросс-Пойнт-Фармс | Клімат : Гросс-Пойнт-Фармс | Клімат : Гросс-Пойнт-Фармс | Клімат : Гросс-Пойнт-Фармс | Клімат : Гросс-Пойнт-Фармс | Клімат : Гросс-Пойнт-Фармс |
| Показник                   | Січ.                       | Лют.                       | Бер.                       | Квіт.                      | Трав.                      | Черв.                      | Лип.                       | Серп.                      | Вер.                       | Жовт.                      | Лист.                      | Груд.                      | Рік                        |
| Абсолютний максимум, °C    | 16,7                       | 20,6                       | 27,2                       | 32,2                       | 33,9                       | 40,6                       | 38,9                       | 38,3                       | 36,7                       | 32,2                       | 26,1                       | 20,6                       | 40,6                       |
| Середній максимум, °C      | −0,4                       | 1,0                        | 6,2                        | 13,3                       | 19,5                       | 25,1                       | 27,7                       | 26,4                       | 22,3                       | 15,4                       | 8,7                        | 2,1                        | 13,9                       |
| Середня температура, °C    | −4,6                       | −3,4                       | 1,2                        | 7,9                        | 14,0                       | 19,6                       | 22,2                       | 21,3                       | 17,1                       | 10,4                       | 4,3                        | −1,7                       | 9,1                        |
| Середній мінімум, °C       | −8,7                       | −7,8                       | −3,9                       | 2,4                        | 8,5                        | 14,1                       | 16,7                       | 16,3                       | 12,0                       | 5,6                        | 0,0                        | −5,5                       | 4,1                        |
| Абсолютний мінімум, °C     | −27,2                      | −24,4                      | −21,1                      | −11,1                      | −2,8                       | 3,3                        | 6,7                        | 4,4                        | 0,0                        | −6,1                       | −15,6                      | −23,3                      | −27,2                      |
| Норма опадів, мм           | 46                         | 50                         | 61                         | 82                         | 86                         | 91                         | 92                         | 84                         | 87                         | 75                         | 75                         | 65                         | 894                        |
| Днів з опадами             | 10,1                       | 7,6                        | 9,0                        | 11,9                       | 11,2                       | 10,5                       | 10,0                       | 9,6                        | 9,6                        | 10,4                       | 10,4                       | 11,0                       | 121,3                      |
| Днів зі снігом             | 4,7                        | 3,4                        | 1,6                        | 0,4                        | 0,0                        | 0,0                        | 0,0                        | 0,0                        | 0,0                        | 0,0                        | 0,5                        | 3,4                        | 14,0                       |
| -------------------------- | -------------------------- | -------------------------- | -------------------------- | -------------------------- | -------------------------- | -------------------------- | -------------------------- | -------------------------- | -------------------------- | -------------------------- | -------------------------- | -------------------------- | -------------------------- |
| Джерело: NOAA              |                            |                            |                            |                            |                            |                            |                            |                            |                            |                            |                            |                            |                            |

## Демографія
Згідно з переписом 2010 року, у місті мешкало 9479 осіб у 3718 домогосподарствах у складі 2770 родин. Густота населення становила 297 осіб/км².  Було 3952 помешкання (124/км²).
Расовий склад населення:
| - 95,4 % — білих - 1,8 % — чорних або афроамериканців - 1,3 % — азіатів - 0,2 % — корінних американців |

До двох чи більше рас належало 1,0 %. Частка іспаномовних становила 2,0 % від усіх жителів.
За віковим діапазоном населення розподілялося таким чином: 25,8 % — особи молодші 18 років, 56,7 % — особи у віці 18—64 років, 17,5 % — особи у віці 65 років та старші. Медіана віку мешканця становила 45,1 року. На 100 осіб жіночої статі у місті припадало 95,2 чоловіків;  на 100 жінок у віці від 18 років та старших — 90,8 чоловіків також старших 18 років.
Середній дохід на одне домашнє господарство  становив 146 827 доларів США (медіана — 115 918), а середній дохід на одну сім'ю — 166 268 доларів (медіана — 130 116). Медіана доходів становила 93 651 долар для чоловіків та 63 889 доларів для жінок. За межею бідності перебувало 3,8 % осіб, у тому числі 3,1 % дітей у віці до 18 років та 1,7 % осіб у віці 65 років та старших.
Цивільне працевлаштоване населення становило 4066 осіб. Основні галузі зайнятості: освіта, охорона здоров'я та соціальна допомога — 27,0 %, науковці, спеціалісти, менеджери — 17,1 %, виробництво — 15,7 %.